# Omer Adam
Omer Adam (hebrejsky עומר אדם‎,‎* 22. října 1993 Mišmar ha-Šiv'a, Izrael) je izraelský zpěvák. Jeho tvorba je charakteristická skloubením orientální hudby mizrachi a západního popu. Do veřejného povědomí se dostal roku 2009, kdy byl jakožto účastník sedmé sezóny izraelské pěvecké televizní soutěže Kokhav Nolad (כוכב נולד‎) diskvalifikován kvůli svému nepravdivě uvedenému věku v přihlášce do soutěže. Navzdory tomu se ale Omer Adam dočkal pozitivního veřejného ohlasu korunovanému roku 2010 vydáním prvního hudebního alba a několika úspěšných singlů.

## Discografie

### Alba
- 2010: Names Mimeh (נמס ממך)
- 2012: ילד טוב ילד רע
- 2013: Muzika ve-Šeket (מוזיקה ושקט)
- 2021: the eight